# Leucopenia
La leucopenia es la disminución del número de leucocitos totales por debajo de 3000-3500 /mm³
Según el número de leucocitos que se encuentre disminuido, se habla de:
- Neutropenia < 1000-1500 /mm³: muchas variedades de enfermedades causan neutropenia.[1]
- Linfopenia < 1000 /mm³: común en inmunodeficiencias.[2]
- Eosionopenia < 50 /mm³: se ve en el Síndrome de Cushing[3][4] y con el uso de ciertos medicamentos (como los corticosteroides[5]).
- Monocitopenia < 100 /mm³: presente en anemia aplástica.[6]